# غازي بك ترخان
المِيرزَا غَازِي بَك تُرخَان بنُ جَانِي بَك التُّرخَانِيُّ الأَرغُونِيُّ (بالفارسيَّة: مِیرزَا غَازِی بیگ تُرخَان بن جانِی بیگ تُرخَانی ارگُونِی، وبالأرديَّة: مِرزَا غَازِی بَك بن جَانِے بَك تُرخَانے ارغُونے) (ق. 996هـ - 11 صفر 1021هـ المُوافق فيه ق. 1588م - 13 نيسان (أبريل) 1612م) المعروف اختصارًا بِـ«غازي بك ترخان» أو «ميرزا غازي بك»، هو آخر سلاطين السند من السُلالة الأرغونيَّة، جلس على تخت المُلك إبان فترة اضطراباتٍ كانت تعصف بِالدولة الأرغونيَّة إلا أنَّه تمكَّن من إصلاحها والسَّير بِالبلاد نحو التقدُّم والازدهار؛ بلغ في مُلكه السند وملتان وقندهار وقد شهد عهدُهُ نهضةً ثقافيَّةً اجتمع في بلاطه أكابر الشُّعراء والأُدباء الذين طبقت شُهرتُهُم الآفاق وكان غازي بك نفسُه شاعرًا بليغًا كتب أشعاره بِتخلُّص «غزالي» ومن بعده «وقاري».

## انظُر أيضًا
- السلالة الترخانية
- السلالة الأرغونية
- تاريخ الشيعة في شبه القارة الهندية